# Sasnouka (rejon dzierżyński)
Sasnouka (biał. Сасноўка; ros. Сосновка, Sosnowka) – wieś na Białorusi, w obwodzie mińskim, w rejonie dzierżyńskim, w sielsowiecie Stańków.